# Хаві Ервас
Хаві Ервас (ісп. Javi Hervás, нар. 9 червня 1989, Кордова) — іспанський футболіст, півзахисник.
Виступав, зокрема, за клуб «Севілья».

## Ігрова кар'єра
У дорослому футболі дебютував 2009 року виступами за команду «Кордоба Б», в якій провів два сезони. 
Згодом з 2011 по 2012 рік грав у складі команд «Кордова», «Севілья» та «Кордова».
Своєю грою за останню команду знову привернув увагу представників тренерського штабу клубу «Севілья», до складу якого повернувся 2012 року. Цього разу відіграв за клуб з Севільї наступний сезон своєї ігрової кар'єри.
Протягом 2013—2021 років захищав кольори клубів «Еркулес», «Сабадель», «Брисбен Роар», «Желєзнічар», «Мірандес», «Мерида», а також фінських «Гонка» та «Лахті».
До складу клубу «Вільяррубія» приєднався 2022 року. Станом на 9 червня 2022 року відіграв за Відіграв за 11 матчів в національному чемпіонаті.